# Limnophora kurahashii
Limnophora kurahashii är en tvåvingeart som beskrevs av Shinonaga 2005. Limnophora kurahashii ingår i släktet Limnophora och familjen husflugor. Inga underarter finns listade i Catalogue of Life.